# Porte de Tamerlan
La Porte de Tamerlan est une partie plus ou moins étroite formée par la gorge de la rivière Sanzar formant un passage entre les montagnes du Malgouzar et des monts Nourataou dans la partie occidentale du Pamir et de l'Alaï (Ouzbékistan). Elle se trouve à 15 kilomètres de Djizak.
La largeur de cette gorge qui se présente entre deux parois à pic est de 120 à 130 mètres et peut se rétrécir à 40 mètres. Elle est longée par l'autoroute et le chemin de fer de Samarcande à Tachkent. On peut lire des inscriptions en persan dans la partie supérieure d'une des parois. L'une d'entre elles a été exécutée sur ordre d'Oulougbek, astronome et gouverneur de Samarcande, petit-fils de Tamerlan.

## Source
- (ru) Cet article est partiellement ou en totalité issu de l’article de Wikipédia en russe intitulé « Тамерлановы Ворота » (voir la liste des auteurs).